# Batiki
Batiki è un'isola della provincia di Lomaiviti nelle Figi, che si estende per circa 12 km² ed ha 300 abitanti che vivono in villaggi sulla costa del mar di Koro.